# Зіна Рабінович
Зіна Рабинович (їд. זינאַ ראַבינאָװיטש‎; 1895, Бендери, Бессарабська губернія — 1965, Тель-Авів, Ізраїль) — єврейська письменниця і поетеса, автор книг для дітей мовами їдиш та іврит.

## Біографія
Зіна Рабинович народилася в бессарабському містечку Бендери, розташованому на правому березі Дністра. Закінчила єврейську гімназію там же. У 1913 році виїхала в Палестину, після закінчення Першої світової війни, повернулася в Росію. В 1917 році вступила в Московський університет. З 1921 року — в США, де працювала вчителем у різних єврейських школах країни. Жила також у Мексиці і Аргентині, з 1961 року — в Ізраїлі. Скрізь займалася педагогічною діяльністю.
Друкуватися почала в 1918 році, опублікувала ряд книг для дітей спочатку на івриті (вірші та оповідання), потім і на їдиші (казки, дитячі історії, роман, шляхові репортажі). В основі більшості творів Рабінович лежать її враження від подорожей по різних країнах. У 1950 році в Буенос-Айресі вийшов роман «На шляху до свободи» про становлення єврейських поселень в Палестині. У наступні роки її дитячі книги видавалися шкільними об'єднаннями Мексики, Аргентини і США і були включені в навчальну програму єврейських шкіл в цих країнах. Оповідання перекладалися на іспанську мову.

## Книги
- דער ליבער יום-טובֿ (Дер лібер йонтеф — улюблене свято), Матонес: Нью-Йорк, 1928, 1958.
- אױפֿן װעג צו פֿרײַהײט (Афн вег цу фрайһайт — на шляху до свободи, роман), Буенос-Айрес, 1950 (в перекладі на іврит — 1962).
- זעקס מעשׂהלעך (Зекс майселех вейгн ундзере йомтойвим — шість казок про наші свята). Серія «Шкільна бібліотека» (повний текст). ЦВІШО Ун Шолем-Алейхем Шулн: Буенос-Айрес, 1950.
- אורי פֿון רמת הכּובֿש — מעשׂהלעך פֿון ישׂראל (Урі фун Рамат һаКовеш, майсэлэх фун Исроэл — Урі з Рамат һаКовеша, історії з Ізраїлю), ЦВІШО Ун Шолем-Алейхем Шулн: Буенос-Айрес, 1950.
- א ראמאן פון דעם לעבן אין ארץ ישראל (Роман про життя в Землі Ізраїлю). J. Kaufman, 1950. — 359 с.
- אַ מעשׂה מיט אַ שטעקעלע (А майсе міт а штекеле — «Історія з паличкою»), Дер Ідішер Шул Ін Мексіке: Мехіко, 1958 (на івриті — Нью-Йорк, 1960).
- דער זײגער רופֿט (Дер зейгер руфт — «Годинник звуть»), Дер Ідішер Шул Ін Мексіке: Мехіко, 1958
- һаЕлед ШеАвад (Загубився хлопчик, на івриті), ілюстрації Ласло Матулай, United Synagogue Commision of Jewish Education: Нью-Йорк, 1959.
- Una suca en la pampa («Кущі в пампасах»), Editorial S. Segal: Буенос-Айрес.
- באהבתם נתגלו (Бе-аһаватам нитгалу — «Були явлені в любові» — історії про Катастрофу для дітей, іврит), Масада: Тель-Авів, 1963.[2]